# کاروایزاوا، ناگانو
کاروایزاوا، ناگانو (به لاتین: Karuizawa, Nagano) یک منطقهٔ مسکونی در ژاپن است که در استان ناگانو واقع شده‌است. کاروایزاوا ۱۵۶٫۰۳ کیلومتر مربع مساحت و ۱۹٬۹۳۹ نفر جمعیت دارد.